# Рівень моря
Рі́вень мо́ря — розташування вільної поверхні Світового океану, яке вимірюється за прямовисною лінією відносно деякого умовного початку відліку. Це положення визначається тяжінням, моментом обертання Землі, температурою, припливами та іншими чинниками. Вирізняють «миттєвий», припливний, середньодобовий, середньомісячний, середньорічний і середньобагаторічний рівні моря.
Під впливом вітрового хвилювання, припливів, нагрівання чи охолодження поверхні моря, коливань атмосферного тиску, опадів і випаровування, річкового і льодовикового стоків рівень моря безперервно змінюється. Середньобагаторічний рівень моря не залежить від цих змін поверхні моря. Розташування середньобагаторічного рівня моря визначається розподілом сили тяжіння і просторовою нерівномірністю гідрометеорологічних характеристик (щільність води, атмосферний тиск та інші). Постійний у кожній точці середньобагаторічний рівень моря береться за початковий рівень, від якого вимірюються висоти на суші. Для відліку глибин морів з малими припливами цей рівень береться за нуль глибин — позначку рівня води, від якої вимірюються глибини відповідно до вимог судноплавства.

## Вимірювання
В Україні, Болгарії, Естонії, Латвії, Литві, Польщі, Словаччині, Угорщині, Чехії середній рівень моря визначається за нулем футштоку в Кронштадті (Росія, недалеко від Санкт-Петербурга). Натомість у Великій Британії середній рівень моря визначають за замірами, виконаними в Ньюквеї, Корнуол. Для Нідерландів, Німеччини, Норвегії та Швеції середній рівень моря визначають за мареографом у Амстердамі. Для Балкан (окрім Албанії), точкою відліку є мареограф у Трієсті. У Італії відлік рівня ведеться від Генуї, у Франції — від Марселя, у Румунії — від Костанци, у Греції — від Пірея, у Туреччині — від Анталії. 
Загалом в Європі, окремі її країни у своїх локальних висотних системах використовували принаймні 15 різних мареографів. Сьогодні проводяться заходи щодо впровадження єдиної Європейської висотної системи відліку (European Vertical Reference System).
Висота якогось пункту відносно рівня моря є його абсолютною висотою.

## Коливання рівня моря
Коливання рівня моря (океану) — зміни взаємного розташування поверхні моря і суші по вертикалі.
- Гідрократичні рухи — зміна рівня океану, спричинена зміною об'єму води.
- Геократичні рухи — зміни рівня океану внаслідок коливальних тектонічних рухів земної кори. Представлені трансгресіями та регресіями моря. Термін 1896 року ввів Павлов О. П. для від'ємних зміщень лінії узбережжя морів[1][2].

Ефект глобального потепління може зумовити танення полярних льодовиків, яке може спричинити значне підвищення рівня Світового океану (декілька метрів). Це, своєю чергою, зумовить затоплення деяких прибережних територій. Танення льоду, насамперед в Антарктиці, спричинило в період з 1992 до 2018 року підвищення рівня світового океану на 7,6 мм, зростання 3 мм припали на період з 2013 до 2018 року.
Тривалість танення і затоплення оцінюється різними вченими від десятка до сотень і тисяч років. Частина вчених вважає, що цього взагалі не відбудеться в найближчому геологічному майбутньому. Оцінки залежать насамперед від передбачуваної точної величини потепління в градусах і взятих в розрахунок зворотних і додатних процесів. Наприклад, танення льодовиків, ймовірно, змінить напрям теплих океанічних течій, що може спиричинити похолодання, яке певною мірою компенсує глобальне потепління. При цьому ймовірні нестабільності в погодних умовах. Інші вважають, що вже до 2050 року рівень моря може піднятися на 21-51 мм тільки через танення крижаних щитів на 6-19 мм в Антарктиді і на 15-31 мм в Гренландії.
Оскільки чинників, що впливають на глобальні зміни погоди, багато, прогнози та оцінки, що дають реальні зміни рівня океану в найближчому майбутньому, достатньо складні й неточні. Проте, існує необхідність прислухатися до заяви Генерального секретаря ООН Антоніу Гутерреш, який в листопаді 2023 року відвідав Антарктиду. За його словами, у вересні 2023 року площа антарктичного морського льоду була на 1,5 млн км² меншою, ніж у середньому для цієї пори року, і сягнула рекордно низького рівня. Льодовики Антарктиди і Гренландії тануть втричі швидше, ніж це було на початку 1990-х років, що врешті призведе до підвищення рівня моря на десять метрів.
За даними ООН, рівень моря у державі-архіпелазі Тонга в південно-західній частині Тихого океану,  протягом з 1990 по 2020 рік, зріс на 21 см, що вдвічі перевищує середній світовий показник.

## Цікавий факт
Саме через відмінність у визначенні рівня моря «німецька» половина мосту у швейцарському Лауфенбурзі виявилася на 54 см вищою від «швейцарської».